# Väster-Harvattnet
Väster-Harvattnet är en sjö i Krokoms kommun i Jämtland och ingår i Indalsälvens huvudavrinningsområde. Sjön har en area på 0,75 kvadratkilometer och ligger 425,1 meter över havet. Sjön avvattnas av vattendraget Laxsjöån.

## Delavrinningsområde
Väster-Harvattnet ingår i det delavrinningsområde (708313-144827) som SMHI kallar för Utloppet av Väster-Harvattnet. Medelhöjden är 456 meter över havet och ytan är 13,68 kvadratkilometer. Det finns inga avrinningsområden uppströms utan avrinningsområdet är högsta punkten. Laxsjöån som avvattnar avrinningsområdet har biflödesordning 3, vilket innebär att vattnet flödar genom totalt 3 vattendrag innan det når havet efter 255 kilometer. Avrinningsområdet består mestadels av skog (84 procent). Avrinningsområdet har 0,75 kvadratkilometer vattenytor vilket ger det en sjöprocent på 5,5 procent.